# 쿱치노역
쿱치노역(러시아어: Купчино)은 러시아 상트페테르부르크 시에 있는 상트페테르부르크 지하철 모스콥스코 페트로그라츠카야 선의 남쪽 시종착역이자 지상 역사이다. 1972년 12월 25일에 개통되었으며, 초기 역명은 "비텝스카야"라고 불렸다.

## 개요
쿱치노 역은 상트페테르부르크 지하철의 지상역사 중에서 가장 오래된 역이다(몇 년 앞선 다치노예 역은 폐역됨). 비텝스키야 철도 쿱치노 역과 환승이 가능하고, 역 외부까지 두 개의 출입구와 더불어 비텝스키 프로스펙트로 이어지는 긴 터널을 가지고 있다.
비테스크 거리(모스콥스코 지역)에 위치한 쿱치노 역은 프루젠스크 지역의 발칸반도의 발카나 플로샤디로 향하는 길목에 위치한다.
지하철과 철도 플랫폼의 초기 계획 변화에 따라 교차 플랫폼의 교차점에 놓여 있었고 교차로로 인하여 실현되지 않았다. 볼콥스키 강은 1960년대 초에 다시 문을 열었던 볼콥스키 운하에 의해 파괴되었다.
역사 내 대합실과 플랫폼은 철도 선로와 비텝스키 프로스펙트로 연결되는 철도 플랫폼은 지하로 연결되어 있다.

## 사진

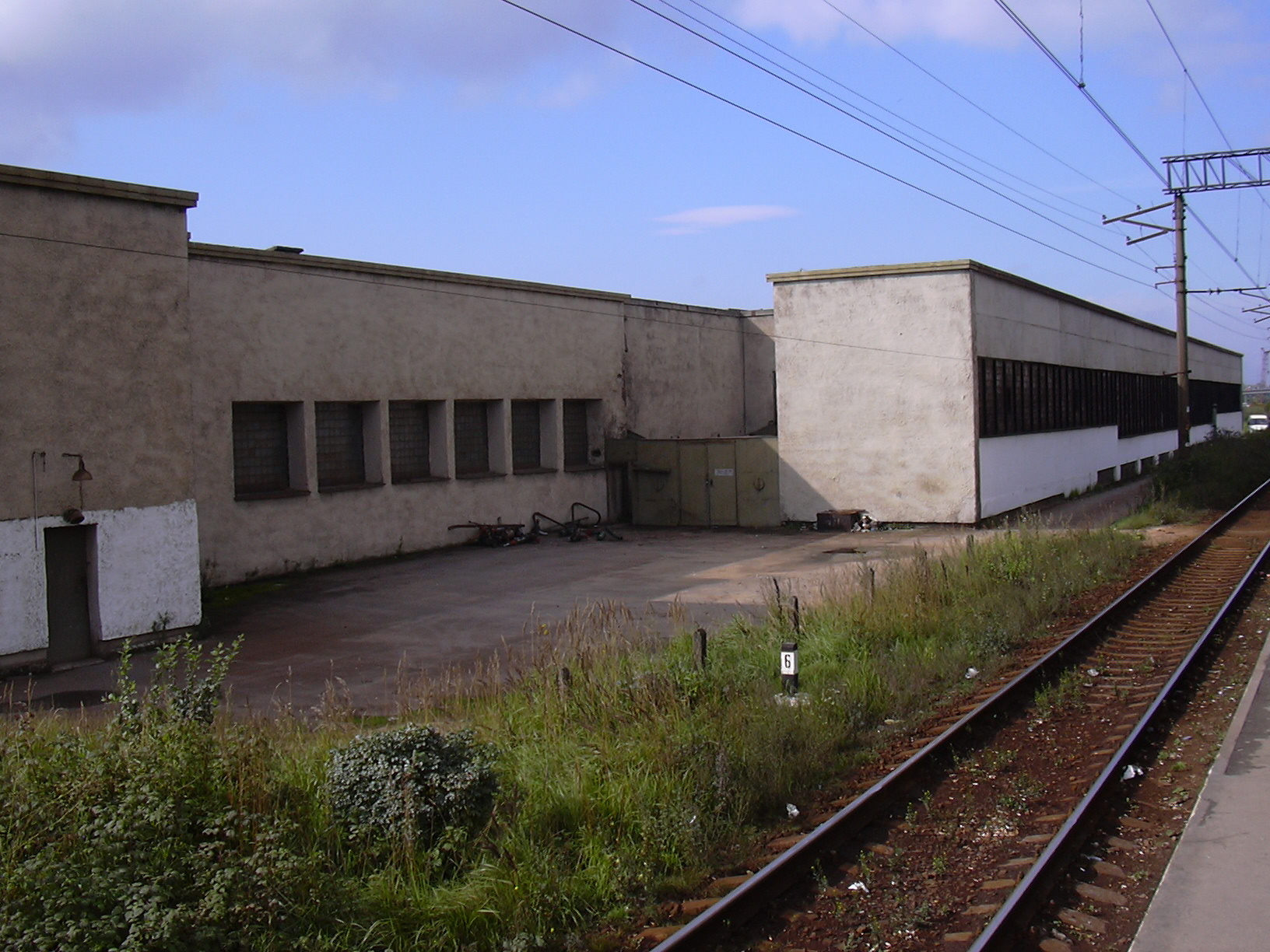
동쪽 선로 부분

## 문학
쿱치노 역은 메트로 2033의 후기 종말론적 소설과 "램프 마크"에서 등장했다.